# Umarkot
Umarkot (urdu: عُمَركوٹ‬, sindhi: عمرڪوٽ) – miasto w południowym Pakistanie, w prowincji Sindh. W 1998 roku miasto liczyło 35 059 mieszkańców. Urodził się w nim władca mogolski Akbar. Jest siedzibą dystryktu Umarkot.